# Mormopterus francoismoutoui
Mormopterus francoismoutoui är en fladdermus i familjen veckläppade fladdermöss som förekommer endemisk på Réunion. Populationen listades före 2008 som underart eller synonym till Mormopterus acetabulosus.

## Utseende
Exemplaren är inklusive den 38 till 45 mm långa svansen 89 till 97 mm långa och vikten ligger mellan 5 och 7 g. Djuret har 38 till 42 mm långa underarmar och 15 till 18 mm stora öron. Som i hela familjen ligger sista delen av svansen utanför svansflyghuden och hudflikar på näsan (bladet) saknas. Typisk är en veckad överläpp och mörka vingar. Den korta pälsen har allmänt en mörkbrun färg och vid buken kan den vara ljusare. Det finns även några korta borstar och mjuka hår på överläppen. De trekantiga öronen står långt ifrån varandra. I motsats till Mormopterus acetabulosus finns ingen smal hudremsa mellan öronen. På underarmarna förekommer inga utskott som liknar vårtor. Vuxna hannar har en körtel på strupen. Mormopterus francoismoutoui saknar den första övre premolaren per sid i överkäken. Tandformeln är I 1/3, C 1/1, P 1/2, M 3/3, alltså 30 tänder i tanduppsättningen.

## Utbredning och ekologi
Arten lever på hela Réunion och den når 2000 meter över havet. Ett fynd från Etiopien tillhör kanske denna art. Den saknas i skogar men hittas i alla andra landskap inklusive jordbruksmark och samhällen. Exemplaren vilar i grottor, bergssprickor, under broar och i byggnader. Angående födan och fortplantningen är inget känt.

## Hot
Denna fladdermus har bra anpassningsförmåga och den är talrik. IUCN listar arten som livskraftig (LC).